# Music from Big Pink
Music from Big Pink är den amerikanska folkrockgruppen The Bands debutalbum, utgivet i juli 1968. "The Weight" blev en liten amerikansk hit och albumet nådde 30:e plats på albumlistan Billboard 200. Tre av albumets låtar är samskrivna eller skrivna av Bob Dylan, och det är också Dylan som har målat skivomslagets framsida. "Big Pink" är namnet på det skära hus i staden Saugerties i staten New York där The Band huserade då de skrev låtarna till albumet. Huset finns fortfarande kvar och används som privat bostad.
På senare tid har albumet blivit mer uppmärksammat och börjat ses som ett för tiden nyskapande album inom rockmusiken. Bland annat rankades det 2003 som 34 på musiktidningen Rolling Stones lista över de 500 bästa albumen genom tiderna.

## Låtlista
| Nr  | Titel                | Kompositör                  | Sångare              | Längd |
| --- | -------------------- | --------------------------- | -------------------- | ----- |
| 1.  | Tears of Rage        | Richard Manuel, Bob Dylan   | Manuel               | 5:23  |
| 2.  | To Kingdom Come      | Robbie Robertson            | Manuel och Robertson | 3:22  |
| 3.  | In a Station         | Manuel                      | Manuel               | 3:34  |
| 4.  | Caledonia Mission    | Robertson                   | Danko                | 2:59  |
| 5.  | The Weight           | Robertson                   | Helm och Danko       | 4:34  |
| 6.  | We Can Talk          | Manuel                      | Manuel, Helm, Danko  | 3:06  |
| 7.  | Long Black Veil      | Marijohn Wilkin, Danny Dill | Danko                | 3:06  |
| 8.  | Chest Fever          | Robertson                   | Manuel               | 5:18  |
| 9.  | Lonesome Suzie       | Manuel                      | Manuel               | 4:04  |
| 10. | This Wheel's on Fire | Danko, Dylan                | Danko                | 3:14  |
| 11. | I Shall Be Released  | Dylan                       | Manuel               | 3:19  |

### Extraspår på utgåvan 2000
| Nr  | Titel                                    | Kompositör        | Sångare                 | Längd |
| --- | ---------------------------------------- | ----------------- | ----------------------- | ----- |
| 12. | Yazoo Street Scandal                     | Robertson         | Helm                    | 4:01  |
| 13. | Tears of Rage                            | Manuel, Dylan     | Manuel (Alternate take) | 5:32  |
| 14. | Katie's Been Gone                        | Robertson, Manuel | Manuel                  | 2:46  |
| 15. | If I Lose                                | Charlie Poole     | Helm                    | 2:29  |
| 16. | Long Distance Operator                   | Dylan             | Manuel                  | 3:58  |
| 17. | Lonesome Suzie                           | Manuel            | Manuel (Alternate take) | 3:00  |
| 18. | Orange Juice Blues (Blues for Breakfast) | Manuel            | Manuel                  | 3:40  |
| 19. | Key to the Highway                       | Big Bill Broonzy  | Helm                    | 2:28  |
| 20. | Ferdinand the Imposter                   | Robertson         | Danko                   | 3:59  |